# Centrolene venezuelense
Centrolene venezuelense es una especie de anfibio anuro de la familia Centrolenidae.

## Distribución geográfica
Esta especie es endémica de Venezuela. Se encuentra en los estados de Táchira, Mérida, Trujillo y Zulia entre los 2100 y 3050 m sobre el nivel del mar en la Cordillera de Mérida y la Sierra de Perijá.

## Etimología
El nombre de la especie está compuesto de venezuel[a] y del sufijo latino -ense que significa "que vive, que habita", y le fue dado en referencia al lugar de su descubrimiento.

## Publicación original
- Rivero, 1968: Los centrolenidos de Venezuela (Amphibia, Salientia). Memoria de la Sociedad de Ciencias Naturales La Salle, vol. 28, p. 301-334.[6]